# Black House
Het Black House is een huis dat stond op 6114 California St. in San Francisco. Foto's van het huis vlak voordat het gesloopt werd laten zien dat het een kleine eengezinswoning was. Het huis werd gebruikt door Anton LaVey als hoofdgebouw van zijn Church of Satan. Dit was zo van 1966 tot zijn dood in 1997. In dit huis voerde Anton Lavey lezingen en rituelen uit. Een van de meeste beruchte rituelen was de doop van zijn dochter in 1967.
Publieke rituelen werden er gehouden tot 1972. Anton LaVey verloor de eigendomsrechten van het huis in 1991 maar mocht het wel gebruiken tot aan zijn dood.
Na de dood van Anton LaVey probeerden leden van de Church of Satan het huis terug te kopen. Dit is niet gelukt. Het huis is gesloopt op 17 oktober 2001. Sinds mei 2006 staat er een nieuwbouwwoning op deze plek.